# Brillantine

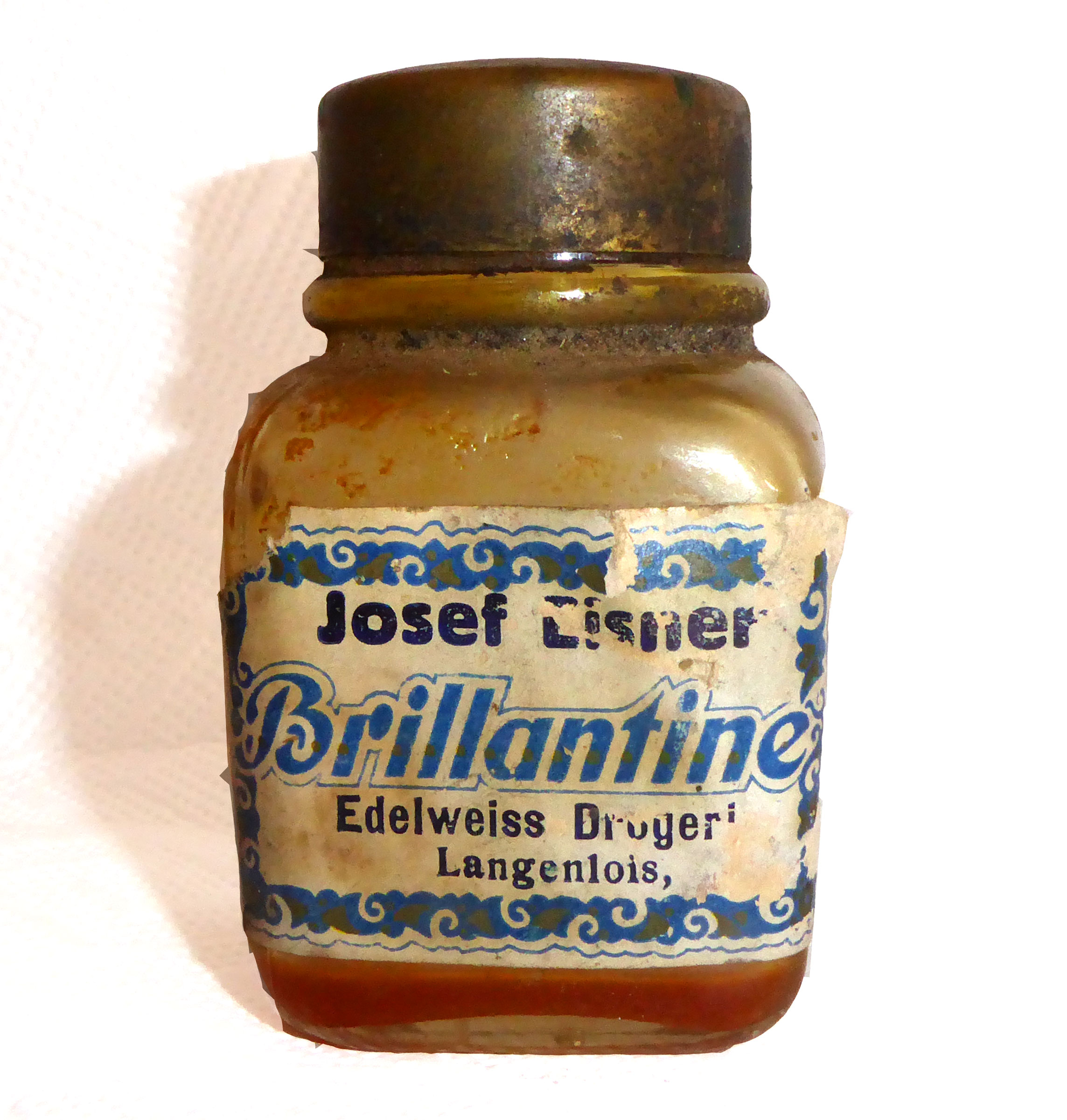
Brillantine, um 1910

Brillantine ist ein flüssiges Haarpflegeprodukt auf Öl-Basis. Es besteht meist lediglich aus parfümiertem Mineralöl, gibt dem Haar Glanz, beruhigt trockene Kopfhaut und ermöglicht eine natürlich liegende Frisur. Früher wurde sie auch zur Bartpflege verwendet.
Im viktorianischen England erfreute sich das Makassar-Öl aus Kokos- oder Palmöl mit Ylang-Ylang, als Vorläufer von Brillantine und Pomade, sehr großer Beliebtheit bei Damen und Herren der besseren Gesellschaft.  Die Brillantine wurde von dem französischen Parfümeur Pinaud auf der Weltausstellung 1900 in Paris vorgestellt.
Da man im ausgehenden 19. Jahrhundert kaum Haarpflegeprodukte kannte, wurde die neu erfundene Brillantine als ein Allheilmittel gesehen. So stand Brillantine für glänzendes, gesundes Haar und wurde sogar als haarwuchsfördernd und lebensverlängernd angepriesen.
Den Höhepunkt hatte Brillantine, parallel zur Pomade, in den 1920er bis 1950er Jahren. Es beschwerte das Haar nicht so stark wie Pomade und war außerdem sehr sparsam. Lediglich „5 Tropfen auf den Kamm“ genügten bereits für eine gepflegtere Frisur, laut einer Werbung für Vaseline Hair Tonic aus den 1940er Jahren.
In England der 1920er Jahre entstand eine Mischform von Brillantine und Pomade – die bis heute erhältliche Brylcreem. Diese cremeartige Brillantine bot eine bessere Dosierung und praktischere Aufbewahrung als die klassische Brillantine. In den USA wurde Brillantine ab den 1940er Jahren langsam von ölfreien Haarwässern abgelöst. Heute sind nur noch wenige klassische Brillantinen erhältlich. 